# Чили
Чи́ли (исп. Chile, [ˈʧile]), официальное название — Респу́блика Чи́ли (исп. República de Chile, [reˈpuβlika ðe ˈʧile]) — государство на юго-западе Южной Америки, занимающее длинную узкую полосу земли между Тихим океаном и Андами. На западе омывается Тихим океаном, на востоке граничит с Аргентиной, на севере — с Перу, на северо-востоке — с Боливией.
Чили имеет береговую линию 6435 км в длину и владеет эксклюзивными правами на прилегающее морское пространство, называемое Чилийским морем, которое включает в себя четыре области: территориальные воды (120 827 км²), прилежащая зона (131 669 км²), исключительная экономическая зона (3 681 989 км²) и соответствующий континентальный шельф (161 338 км²).
На 2024 год, по оценкам всемирной книги фактов ЦРУ, по численности населения Чили занимает 67-е место в мире (18 664 652 человека). Официальный язык — испанский; в стране используются также местные индейские языки, как например язык мапуче. Состав населения Чили по вероисповеданию на 2022 год: католики — 48 %, протестанты — 17 %, нерелигиозны — 30 %, верующие в другую религию или конфессию — 5 %. Опрос AmericasBarometer за 2023 год показал, что почти 40 % населения Чили не имеют религиозной принадлежности, что делает Чили второй наименее религиозной страной в Латинской Америке после Уругвая. 
Столица и крупнейший город — Сантьяго, другие крупные города — Пуэнте-Альто, Антофагаста, Винья-дель-Мар, Сан-Бернардо, Вальпараисо, Темуко, Кокимбо, Ла-Серена, Пуэрто-Монт, Талька, Ранкагуа, Арика, Консепсьон и Лос-Анхелес.
По государственному строю — унитарное государство. Президент с 11 марта 2022 года — Габриэль Борич.
Чили — член ООН (1945), МВФ (1945), МБРР (1945), ОАГ (1948), ВТО (1995), МЕРКОСУР (1996, ассоциированный член), ОЭСР (2010). Чили, наряду с Уругваем, Коста-Рикой и Панамой (за исключением некоторых островных государств карибского региона), считается одной из самых демократических, не коррумпированных, безопасных и богатых стран Латинской Америки. На 2022 год Чили имеет «очень высокий» индекс человеческого развития 0,860, самый высокий в Латинской Америке. На 2023 год в Чили самая высокая ожидаемая продолжительность жизни населения среди стран Латинской Америки 81,17 лет (36 место в мире). Чили имеет самый низкий уровень умышленных убийств в Америке после Канады. В соответствии с классификацией Всемирного банка, Чили — страна с высоким уровнем доходов.

### Литература

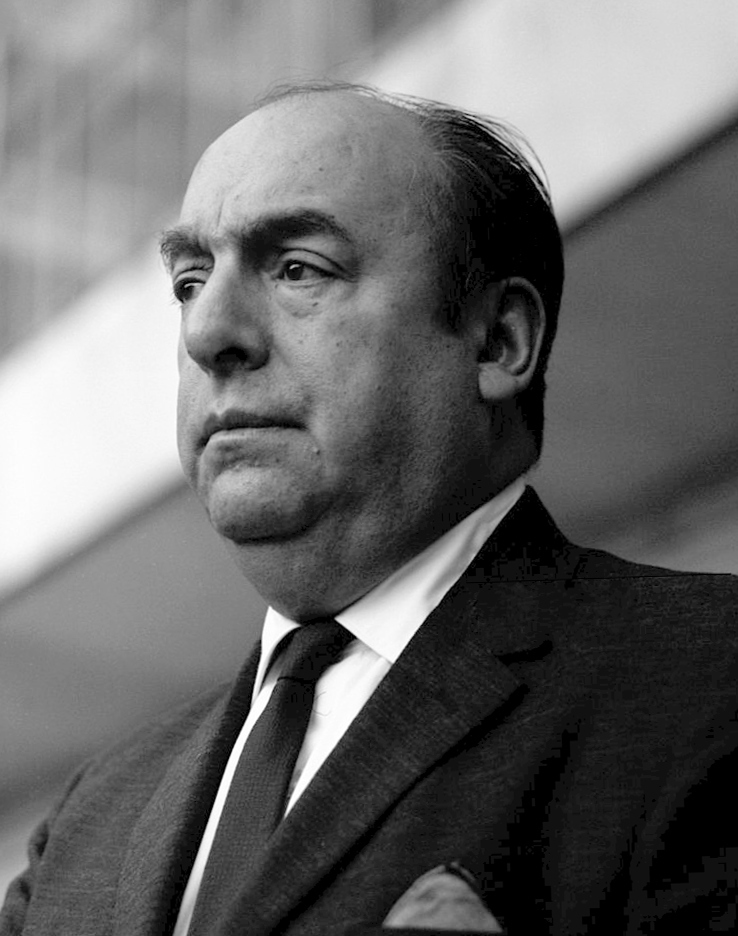
Поэт Пабло Неруда

## Этимология
Как указывал историк Хосе де Акоста, слово Chile на языке кечуа означало «холодный» или же «предел». По другой версии, так называлась главная долина на территории Чили.
Особого внимания заслуживает вопрос о грамматическом роде названия «Чили». Если имеется в виду государство, то слово Чили — среднего рода; если же подразумевается страна («Чили протянулась узкой полосой вдоль Тихоокеанского побережья Южной Америки…»), то женского.

## География

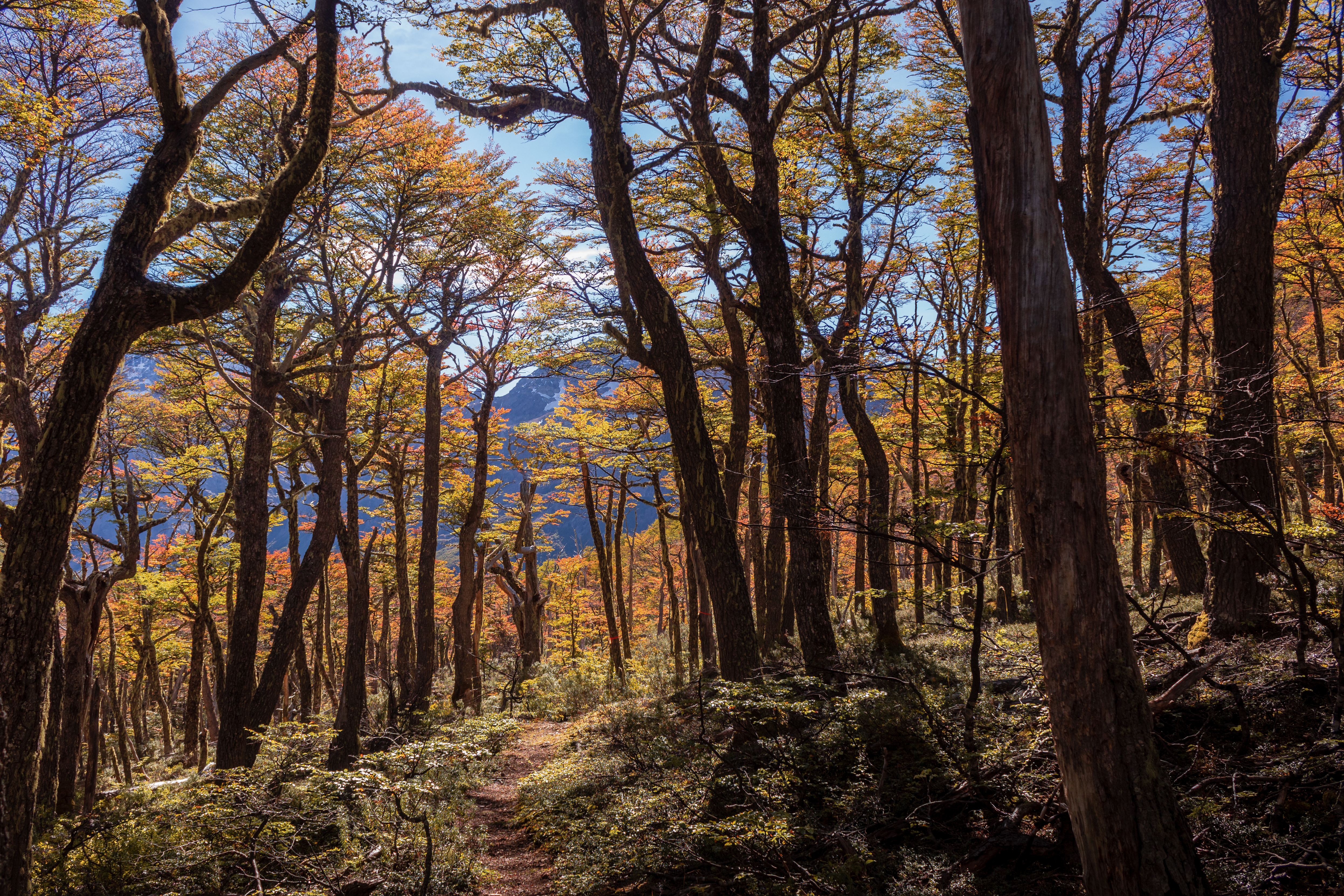
Лес в Чили

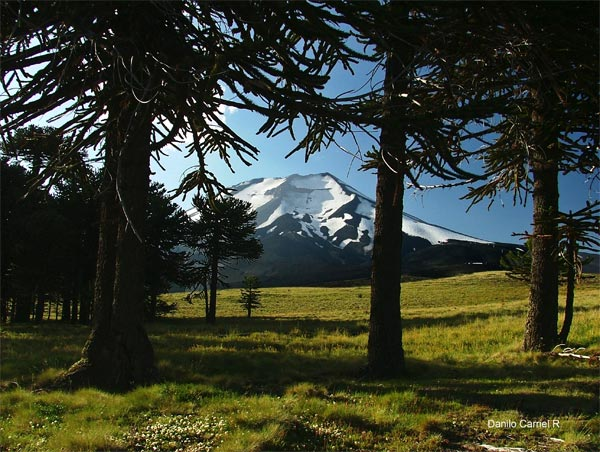
Лонкимай

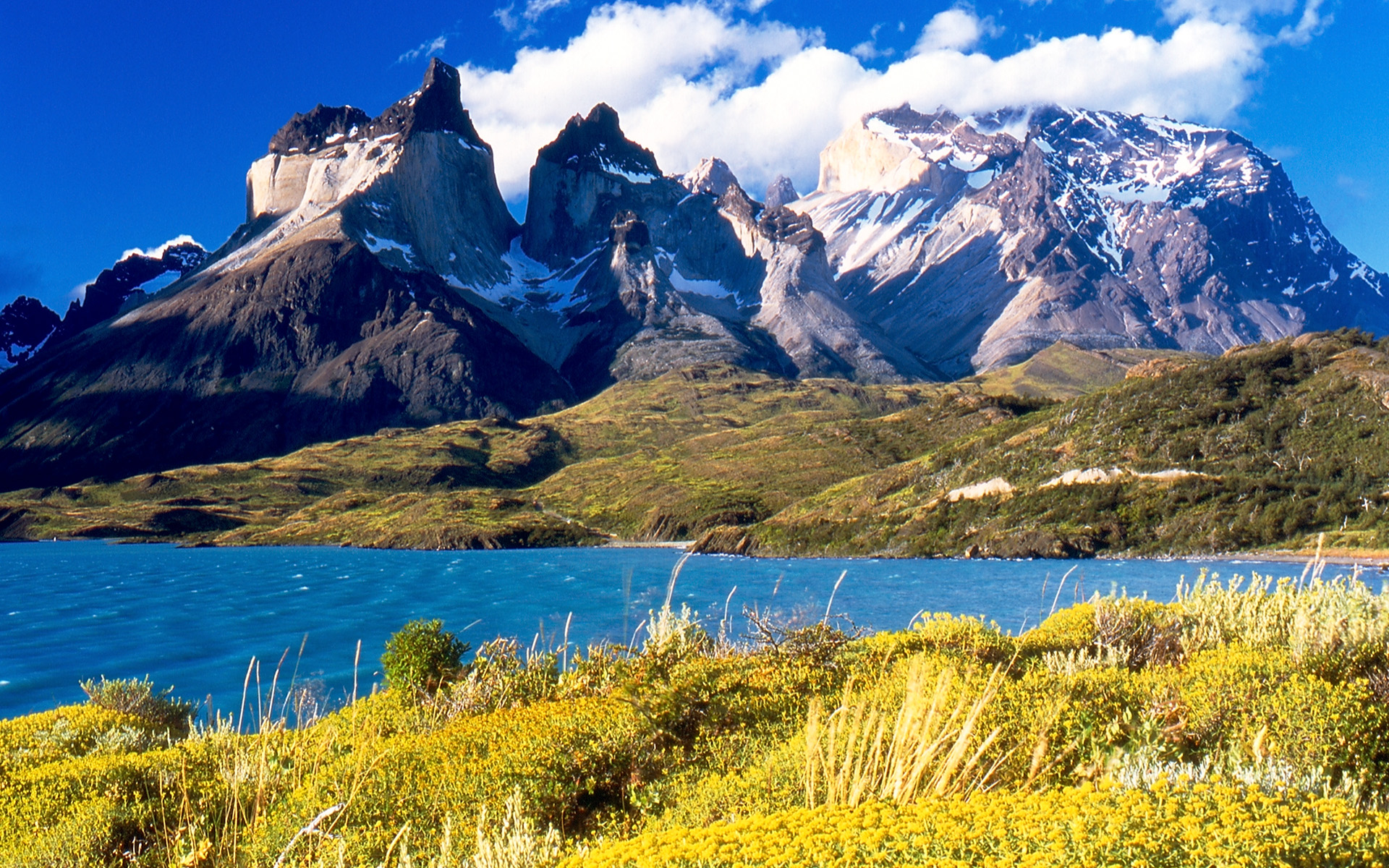
Торрес-дель-Пайне

Чили имеет выход как к Тихому океану, так и к Атлантическому океану. Протяжённость страны составляет 4630 км с севера на юг и 430 км с запада на восток. Высшая точка — гора Охос-дель-Саладо, 6893 м.
Территория Чили протягивается вдоль побережья Тихого океана узкой субмеридиональной полосой более чем на 4000 км в пределах Центральных и Южных (Чилийско-Аргентинских и Патагонских) Анд, в пределах Андской складчатой системы Восточно-Тихоокеанского подвижного пояса. Вся северная треть территории Чили занята пустыней Атакама.
Климат Чили варьирует от тропического пустынного на севере до умеренного океанического на юге.
Средняя температура на юге — от +3 до +16 °C; на севере — от +12 до +22 °C.
Недра Чили содержат большое количество разнообразных полезных ископаемых: медь, железо, марганцевые руды, серебро и др. Страна занимает 1-е место в мире по запасам меди, лития и селитры, 3-е — по запасам молибдена и самородной серы.

## История

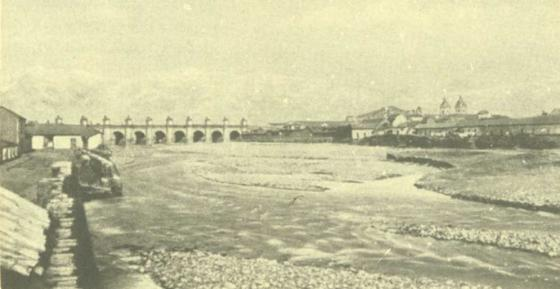
Сантьяго. 1779 год

История Чили начинается со времён заселения региона около 13 000 лет тому назад. До вторжения испанцев в северной части Чили жили индейские народы кечуа и аймара, в центральной части — мапуче, на юге — алакалуфы, яганы и она, относимые к этнической группе фуэгинов.
В конце XIII — начале XIV веков северная часть Чили (до реки Мауле) была завоёвана инками. Южнее реки Мауле племена мапуче не подчинились инкам, оказав им ожесточённое сопротивление.

### Период испанской колонизации

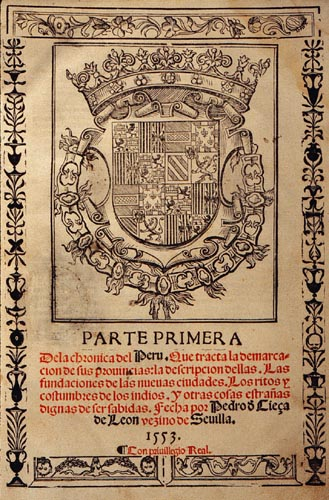
Первая часть книги «Хроника Перу» (1553)

В 1535—1550 годах испанские конкистадоры завоёвывают побережье Чили примерно до 40° ю. ш. и основывают несколько городов: Сантьяго, Нуэва-Эстремадура, Консепсьон, Вальдивия. Испанцы легко покорили северные районы, население которых привыкло подчиняться инкам. В районах проживания мапуче продвижение испанцев на юг сопровождалось боевыми действиями.
Фернандо де Сантильян являлся автором известной подати Сантильяна (исп. Tasa de Santillán), внедрённой в 1558 году в Чили — это были первые законы, регулировавшие отношения между испанцами и мапуче. Они были установлены из-за большого уменьшения населения от миграций и плохого обращения испанцев с индейцами.
К началу колонизации на территории Чили проживало около 1 миллиона человек, к 1590 году число индейцев сократилось до 549 тысяч из-за войн, болезней и рабского труда.

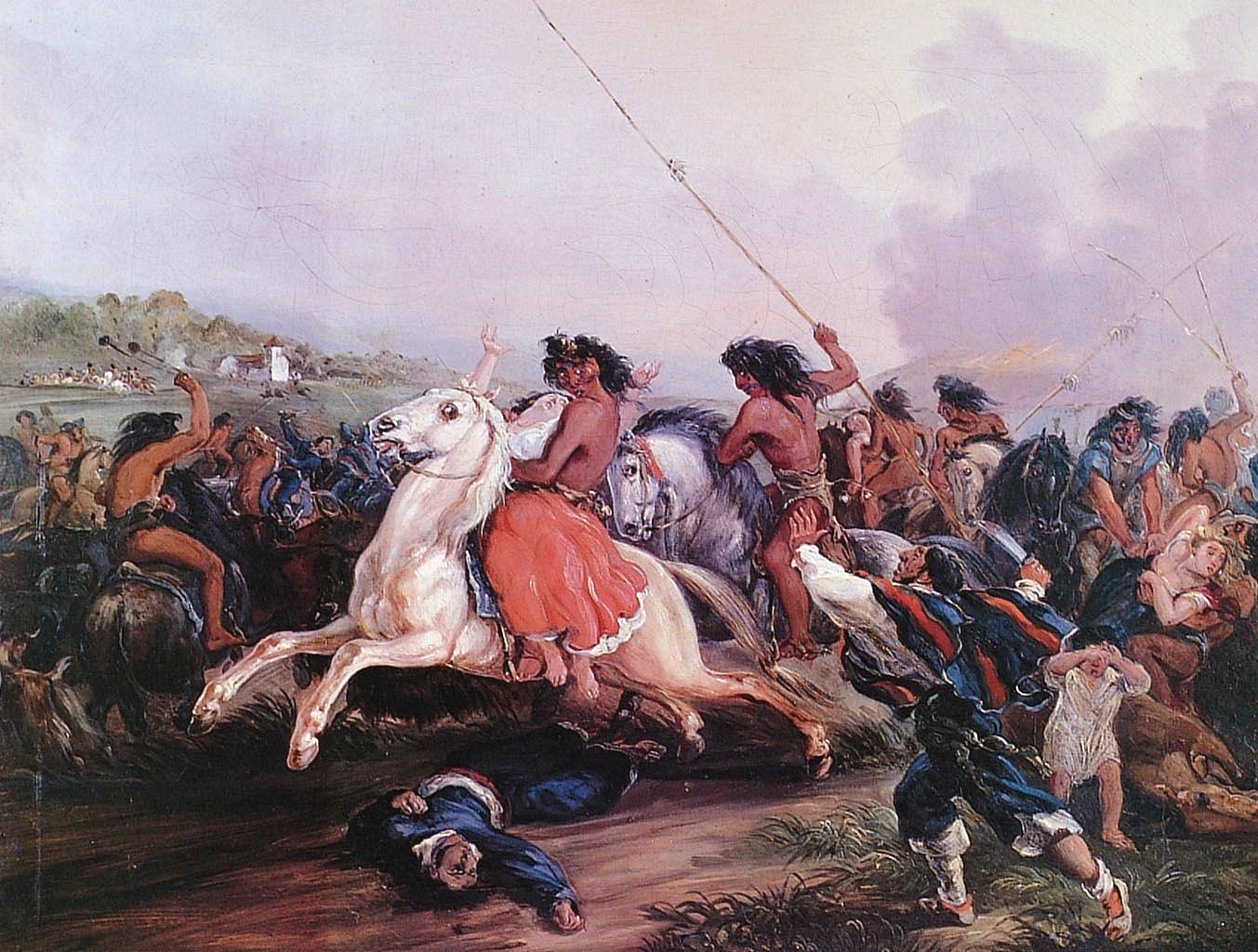
Арауканская война

Испанцы не нашли в Чили богатых залежей драгоценных металлов, и колонизация приняла сельскохозяйственный характер, с наплывом в XVII—XVIII веках переселенцев из беднейшей испанской провинции Эстремадуры, а также басков.
В центральной части Чили природные условия были похожи на средиземноморские. Там стали культивироваться пшеница, ячмень, конопля, виноград. Также началось разведение крупного рогатого скота и овец.
С XVIII века большое значение приобрела добыча меди. Таким образом, в колониальную эпоху были заложены основы современной экономики Чили.
В этот период происходил процесс метисации. К началу XIX века метисы составляли около 80 % населения.
В 1818 году была провозглашена независимость Чили.

### Период независимости

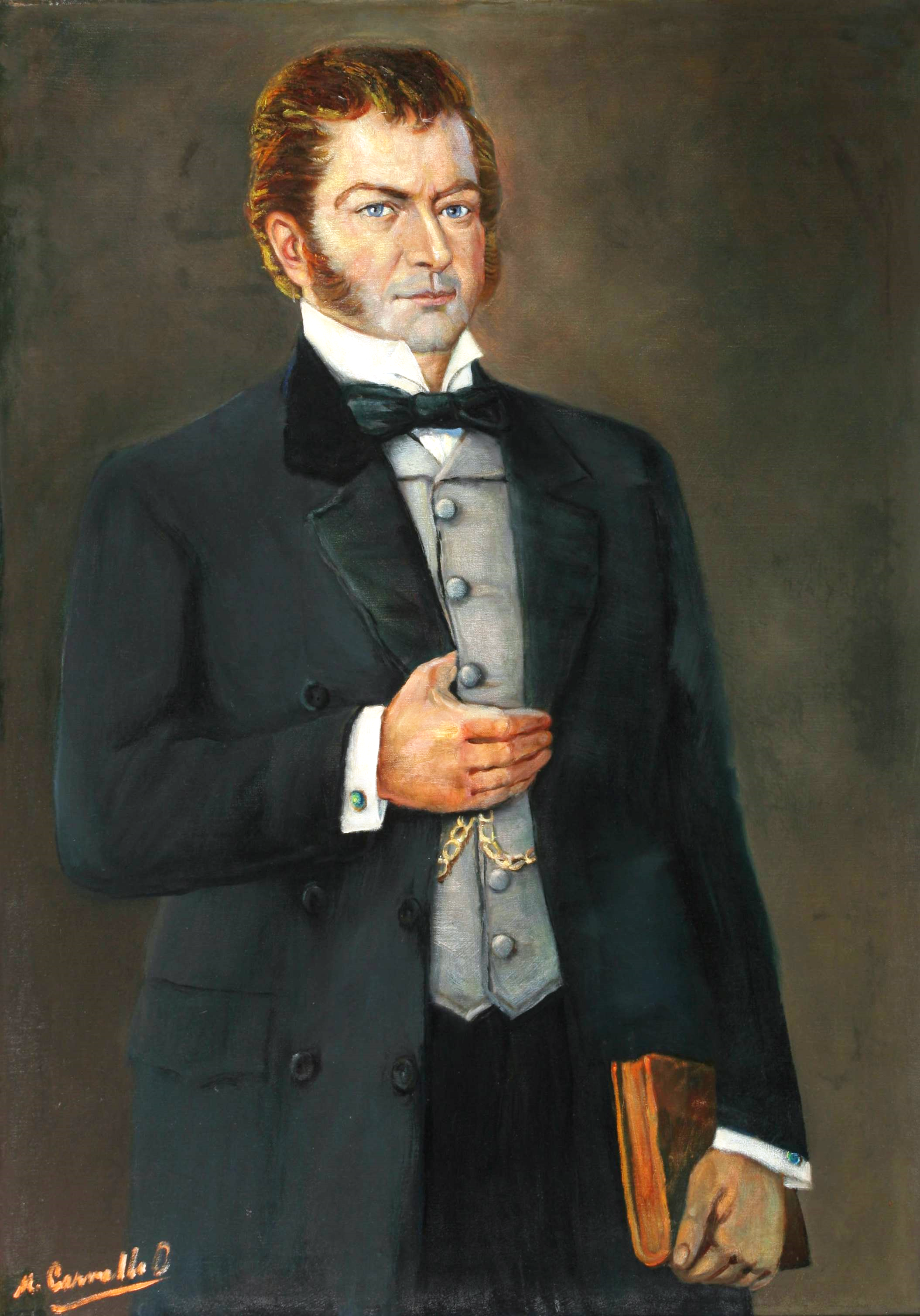
Бернардо О’Хиггинс

В начале XIX века (1810—1823) под предводительством Бернардо О’Хиггинса и Мануэля Родригеса чилийский народ завоевал независимость от колониальной власти Испании.
Удачная война Чили и Аргентины против Боливии и Перу в 1837 году, Первая и Вторая «тихоокеанские войны» дают Чили господствующее положение на западном побережье Южной Америки. В середине XIX века ряд поселений в Чили основали переселенцы из Германии.
Развитие Чили вплоть до Второй мировой войны предопределялось сначала добычей селитры и меди, затем стали добывать уголь и серебро. Добыча полезных ископаемых привела к значительному экономическому росту Чили.
1927—1931 гг. — диктатура Карлоса Ибаньеса. Диктаторские методы правления Ибаньес сочетал с социальной демагогией, выставляя себя сторонником маленьких людей и противником олигархии, его называли «Муссолини Нового Света».
1931 г. — восстановление демократии, выборы президента.
В июне 1932 года хунта левых офицеров совершила переворот, свергла демократически избранного президента и провозгласила создание Социалистической республики Чили, просуществовавшей всего 12 дней.
В октябре 1932 г. — восстановление демократии, выборы президента. После этого более 40 лет — демократическое развитие.
1938—1952 гг. — у власти находятся левоцентристские правительства.
1952—1958 гг. — правление демократически избранного президента экс-диктатора Ибаньеса.
На президентских выборах 1964 года победил лидер Христианско-демократической партии (ХДП) Эдуардо Фрей Монтальва с программой реформ «Революция в условиях свободы». Проведение аграрной реформы и «чилизация» меди (государство выкупило 51 % акций предприятий, добывающих медь).

### Период «Народного единства». Президентство Сальвадора Альенде
Наиболее противоречивые оценки вызывает период 1970—1988 годов, связанный с деятельностью правительства президента Сальвадора Альенде и реформами военной хунты генерала Аугусто Пиночета.

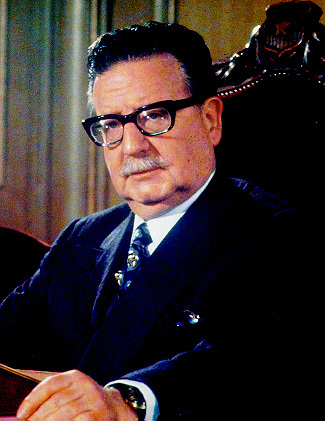
Сальвадор Альенде

После прихода к власти блока «Народное единство» (объединение левых и левоцентристских партий и организаций) во главе с избранным (но не получившим абсолютного большинства) президентом Сальвадором Альенде, в 1970—1972 годах в стране осуществлялся комплекс социально-экономических преобразований левого блока: национализация предприятий и банков, аграрная реформа, реализация социальных программ, изменение трудового законодательства в интересах наёмных работников. В это время проводились опыты с компьютерным управлением государственной экономикой (проект Киберсин), получившие смешанный результат из-за медленной обратной связи. Политика Альенде столкнулась с нарастающими сопротивлением консервативных финансовых, промышленных, латифундистских кругов, корпоративных объединений среднего класса внутри страны и давлением иностранных корпораций. Это привело к экономическим трудностям, перешедшим затем в экономический кризис. Высокая инфляция и товарный дефицит вызвали рост социальной напряжённости, сопровождавшийся финансируемым правой оппозицией мощным забастовочным движением, уличными беспорядками. Ультраправая организация Родина и свобода фактически вела против правительства городскую партизанскую войну, совершила десятки актов терроризма. Количество жертв режима и погибших в беспорядках неизвестно.
Экономическое положение ещё больше усугубил кредитный бойкот Чили со стороны крупных американских и международных банков. Президент Альенде систематически подвергался давлению как леворадикалов, требовавших ускорить реформы и перейти от национализации прибегающих к саботажу производств к полной экспроприации капиталистической собственности, так и правых, требовавших свернуть реформы и отказаться от провозглашённых социальных гарантий.

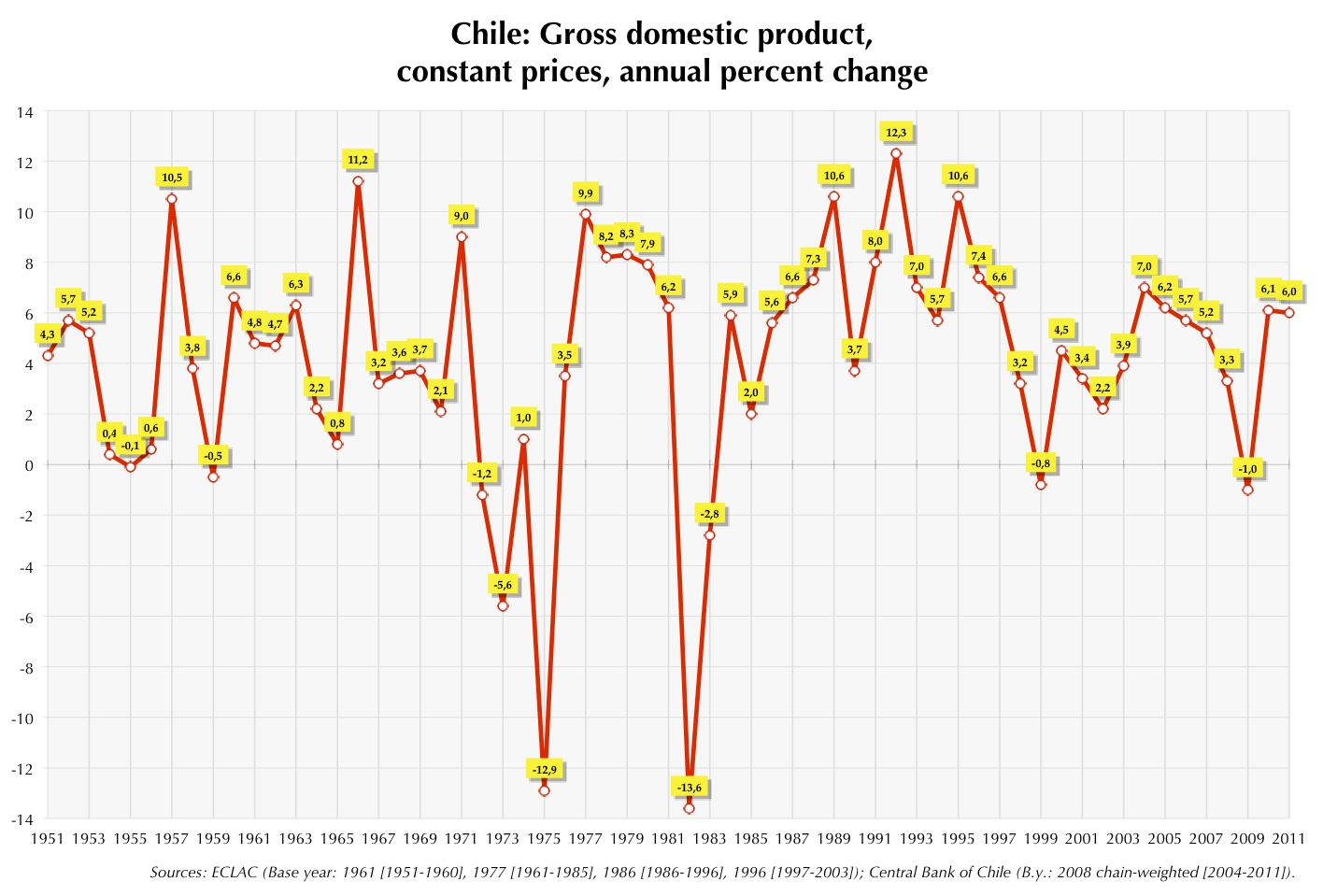
Процент годового изменения валового внутреннего продукта Чили

ЦРУ финансировало оппозиционные средства массовой информации, политиков и организации, содействуя кампании по дестабилизации страны. Законодательные инициативы правительства Альенде блокировались парламентским большинством, не принадлежавшим к «Народному единству». Парламентские выборы в марте 1973 года подтвердили тенденцию к поляризации общества. 26 мая 1973 года Верховный суд обвинил режим Альенде в разрушении законности в стране. 29 июня 1973 был с трудом подавлен военный мятеж «танкетасо». 22 августа 1973 года Национальный конгресс принял резолюцию, объявившую правительство вне закона, и обвинявшую Альенде в нарушении конституции. Фактически «Соглашение» призывало вооружённые силы к неподчинению властям, пока они «не встанут на путь законности». Оппозиция не располагала 2/3 голосов, необходимыми для отстранения Альенде от власти. К сентябрю 1973 года государственная власть была парализована.
Высший генералитет страны решил организовать военный переворот.

### Период военной хунты. Эра Пиночета
В ходе переворота во время штурма президентского дворца Сальвадор Альенде был убит (по устаревшим данным) или совершил самоубийство (подтверждение этой версии было получено в результате эксгумации останков Альенде в 2011 году). В стране была установлена диктатура Правительственной хунты во главе с генералом Аугусто Пиночетом.

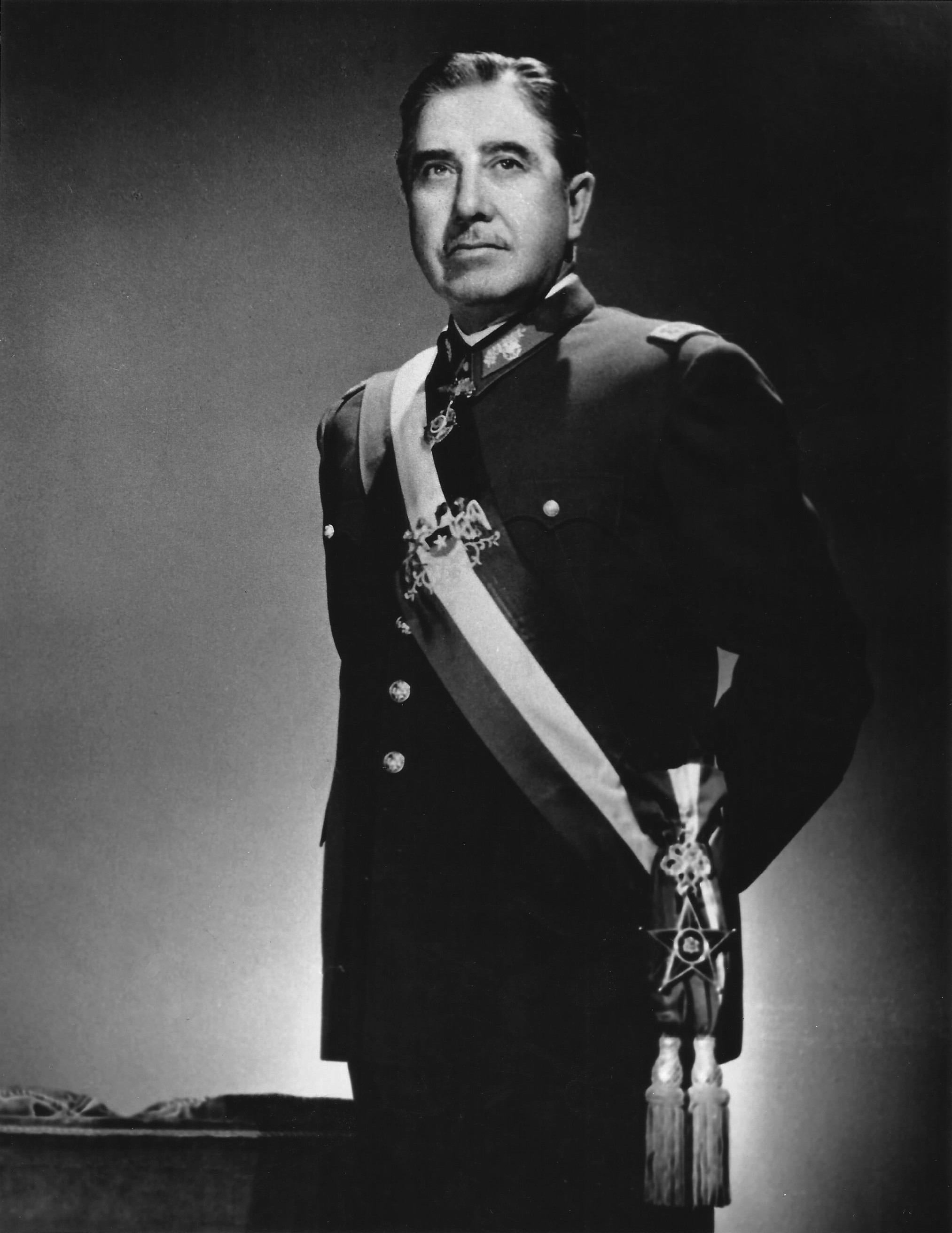
Аугусто Пиночет, 1974

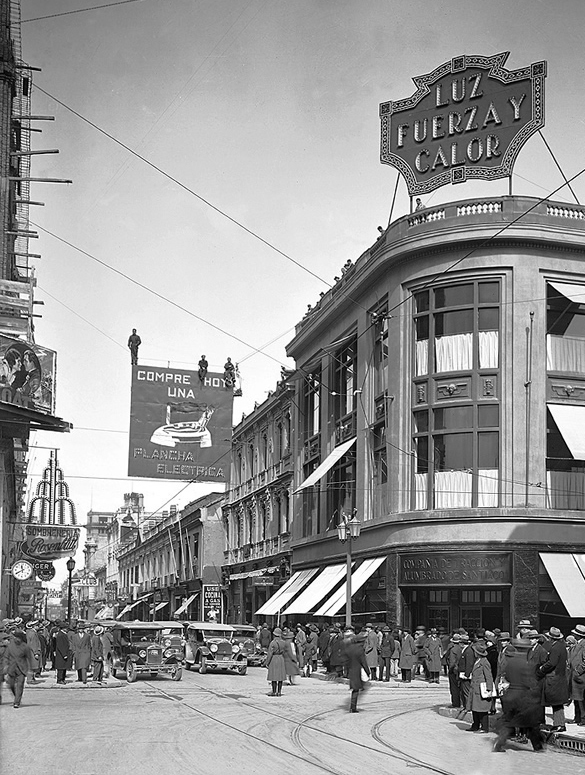
Сантьяго в 1920-х годах

Было отменено действие конституции, распущен Национальный конгресс, объявлены вне закона все левые и левоцентристские партии и организации, как входившие в Народное единство, так и нет, запрещён Единый профсоюзный центр трудящихся Чили (CUT) и уничтожен проект Киберсин, деятельность правых партий была объявлена «приостановленной», а в 1977 году также полностью запрещена. Позже были учреждены новые, подконтрольные военному режиму жёлтые профсоюзы.
Официально состояние «осадного положения», введённого при совершении переворота, сохранялось месяц после 11 сентября. За этот период в Чили было убито, по различным данным, от 3 тысяч до 30 тысяч человек.
Уничтожение противников власти проводилось и за рубежами страны. Известность получила операция «Кондор» по ликвидации политических эмигрантов, осуществлявшаяся Управлением национальной разведки (ДИНА) совместно со спецслужбами других диктатур Латинской Америки. Например, операция «Коломбо» привела к тому, что 119 человек, «высланных из Чили», на деле были убиты. Одновременно с этим режим Пиночета взаимодействовал с европейскими ультраправыми для тех же целей.
Период правления Пиночета в политическом плане был основан на ограничении гражданских и политических прав, жёстком подавлении оппозиции. Репрессии, лишение свободы, применение пыток продолжались до конца диктатуры. Одной из известных жертв репрессий стал чилийский певец-бард Виктор Хара.
Последствия политики Пиночета для социально-экономического благосостояния населения являются предметом споров. По мнению левых, произошёл значительный откат благодаря начатым правительством неолиберальным контрреформам (в начале реформ цены поднялись в ряде случаев в 18—20 раз, а на такие основные продукты питания, как хлеб, молоко, мясо, — в 4—10 раз), в результате которых сегодня около 20 % (по официальным данным) населения Чили находятся за чертой бедности, а выгодоприобретателем от приватизации стал сам диктатор, члены его семьи и другие деятели режима.
После прихода к власти Пиночета в мае 1973 года группой чилийских экономистов, которых пресса стала вместе называть «Чикаго-бойз», потому что они были преимущественно выпускниками Чикагского университета, был подготовлен план экономических реформ. Он включал дерегулирование и приватизацию, независимый центральный банк, снижение тарифов, приватизацию контролируемой государством пенсионной системы, государственных предприятий и банков, снижение налогов. Согласно отчёту 1975 года о расследовании Комитета Сената США по разведке, чилийский экономический план был подготовлен в сотрудничестве с ЦРУ.
В 1978 году была несколько ослаблена цензура в СМИ и в ограниченных случаях разрешён «прямой эфир» на радио и телевидении. В 1980 году в стране была принята новая конституция, однако её полное введение в действие было отложено до 1988 года. В 1988 году в результате самых массовых за всю историю Чили протестов внутри страны и под давлением США, Пиночет согласился на проведение плебисцита по вопросу о сохранении диктатуры. Накануне плебисцита была разрешена деятельность правых партий (фашистские партии фактически действовали в Чили и во время диктатуры, хотя формально была запрещена деятельность всех партий). 5 октября 1988 года Пиночет проиграл плебисцит, а собранный им Совет национальной безопасности отверг предложение диктатора отказаться признать результаты плебисцита и совершить новый переворот. В 1989 году Чили перешла к демократическому правлению, состоялись выборы, на которых победил оппозиционный диктатуре блок «Коалиция партий за демократию». В 1990 году кандидат блока христианский демократ Патрисио Эйлвин занял пост президента.
Специалисты оценивают государственно-правовое устройство Чили на основе конституции 1980 года как компромисс между демократией и диктатурой, поскольку в нём заложены механизмы, ограничивающие возможности гражданской власти контролировать армию и предоставляющие преференции деятелям бывшего военного режима.
В 1990 году в Чили — по методике, предложенной США, — была создана «Национальная комиссия правды и примирения», действовавшая в течение года (и лишь по заявлениям пострадавших). Комиссия рассмотрела дела около 4500 жертв диктатуры. Помимо ограниченного годом срока действия Комиссии, она была лимитирована в своих возможностях Законом об амнистии, принятым Пиночетом в 1978 году, сделавшим неподсудным большинство преступлений периода переворота. За это Комиссия до сих пор подвергается критике со стороны левых, либеральных, профсоюзных и правозащитных организаций. В 2004 году по результатам работы созданной указом президента Рикардо Лагоса Комиссии по делам политических заключённых и пыткам пожизненную пенсию получили более 28 000 человек, в той или иной мере пострадавших в годы правления военной хунты от незаконных арестов и пыток.
В 1990 году вновь избранное правительство Патрисио Эйлвина предприняло программу «роста на основе справедливости», уделяя особое внимание продолжению экономической либерализации и сокращению бедности. В период с 1990 по 2000 год бедность сократилась с 40 % до 20 %. В отчёте Всемирного банка за 2004 год 60 % этого сокращения объясняется ростом экономики, а оставшиеся 40 % — правительственными социальными программами, направленными на сокращение бедности.
Сменявшие друг друга правительства продолжали эту же экономическую политику. В 2002 году Чили подписала соглашение об ассоциации с Европейским союзом (включающее свободную торговлю, политические и культурные соглашения), в 2003 году — обширное соглашение о свободной торговле с США, а в 2004 году — с Южной Кореей, ожидая бум импорта и экспорта. Продолжая стратегию свободной торговли, в августе 2006 года президент Мишель Бачелет обнародовала соглашение о свободной торговле с Китаем (подписанное при предыдущей администрации Рикардо Лагоса), первое китайское соглашение о свободной торговле с латиноамериканским государством; аналогичные сделки с Японией и Индией были обнародованы в августе 2007 года. В 2010 году Чили была первой страной в Южной Америке, получившей членство в Организации экономического сотрудничества и развития. Согласно данным Всемирного банка, Чили с 2012 года относится к категории стран с высоким уровнем доходов.

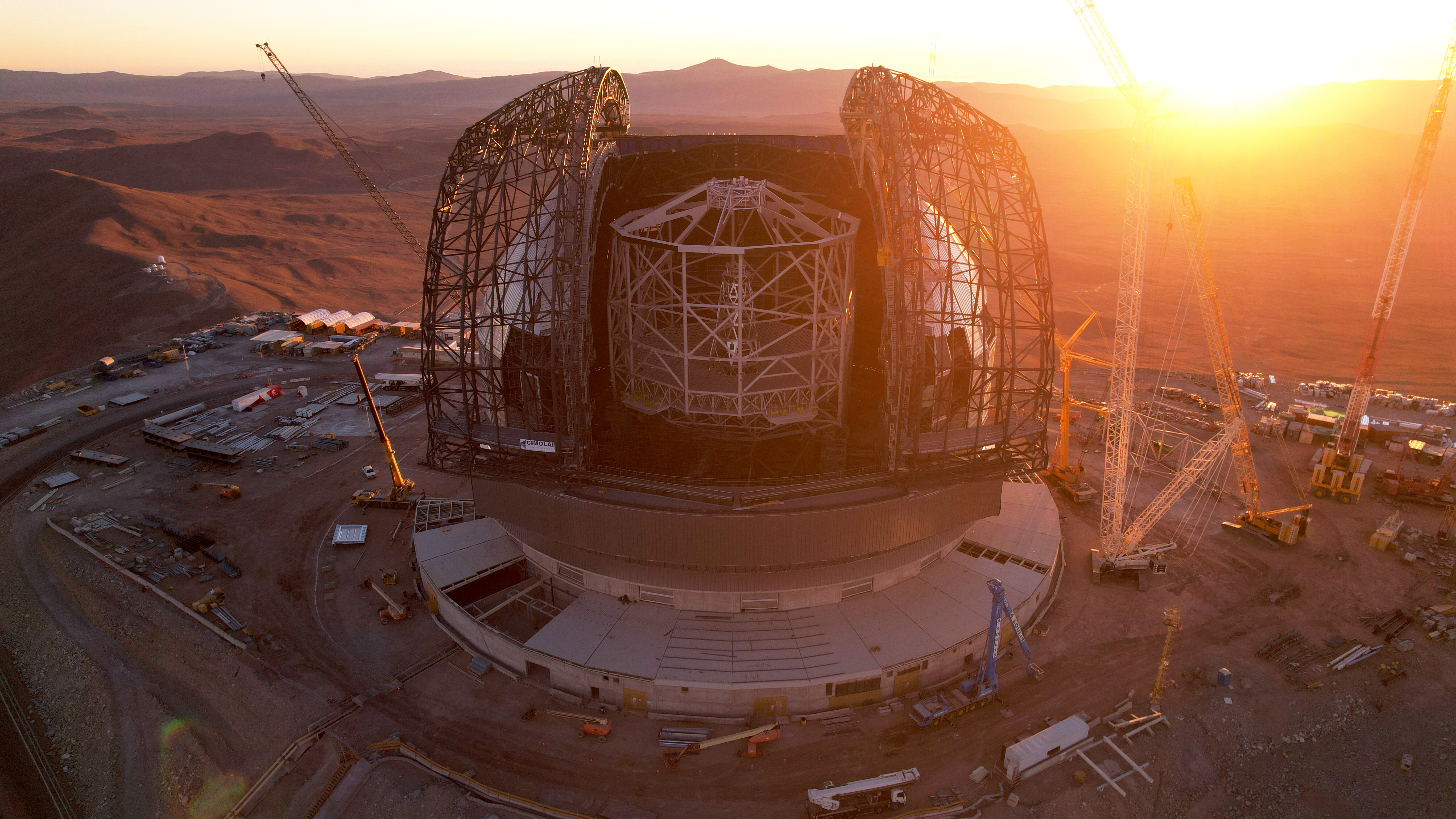
Строительные работы на горе Серро-Армасонес в Чили на 1 мая 2025 года над Чрезвычайно большим телескопом с cегментированным зеркалом диаметром в 39.3 м (самым большим в мире). Проект Европейской южной обсерватории, членом которой является Чили.

Некоторые специалисты, такие как нобелевский лауреат и экономист Амартия Сен, отмечали, что политика, проводимая «чикагскими мальчиками», целенаправленно служила интересам американских корпораций в ущерб латиноамериканскому населению.
В отношении младенческой смертности и ожидаемой продолжительности жизни изменения были очень позитивными — коэффициент младенческой смертности снизился настолько, что Чили достигла самого низкого уровня детской смертности в Латинской Америке в 1980-х годах. Уровень младенческой смертности в Чили упал с 76,1 на 1000 новорождённых до 22,6 на 1000 новорождённых с 1970 по 1985 год.

### Чили в XXI веке
С 7 мая 2010 года Чили является членом ОЭСР. Чили с 2012 года является страной с высоким уровнем доходов населения. Это одно из самых экономически и социально стабильных государств в Южной Америке, лидирующее в Латинской Америке в рейтингах экономической конкурентоспособности, доходов на душу населения, глобализации, индексу миролюбия и экономической свободе. Чили также занимает высокие позиции в регионе по устойчивости государства, демократическому развитию, и имеет самый низкий уровень умышленных убийств в Америке после Канады.

## Политика

### Конституция
В Чили действует Конституция, принятая 11 сентября 1980 года после проведённого референдума. Конституция предусматривала продолжение правления Пиночета ещё в течение 8 лет, а действие большинства конституционных норм было приостановлено до 1990 года.
В 1988 году на референдуме был вынесен вопрос о продолжении правления Пиночета. В итоге Пиночет потерпел поражение и назначил новые президентские выборы в 1989 году.

### Исполнительная власть

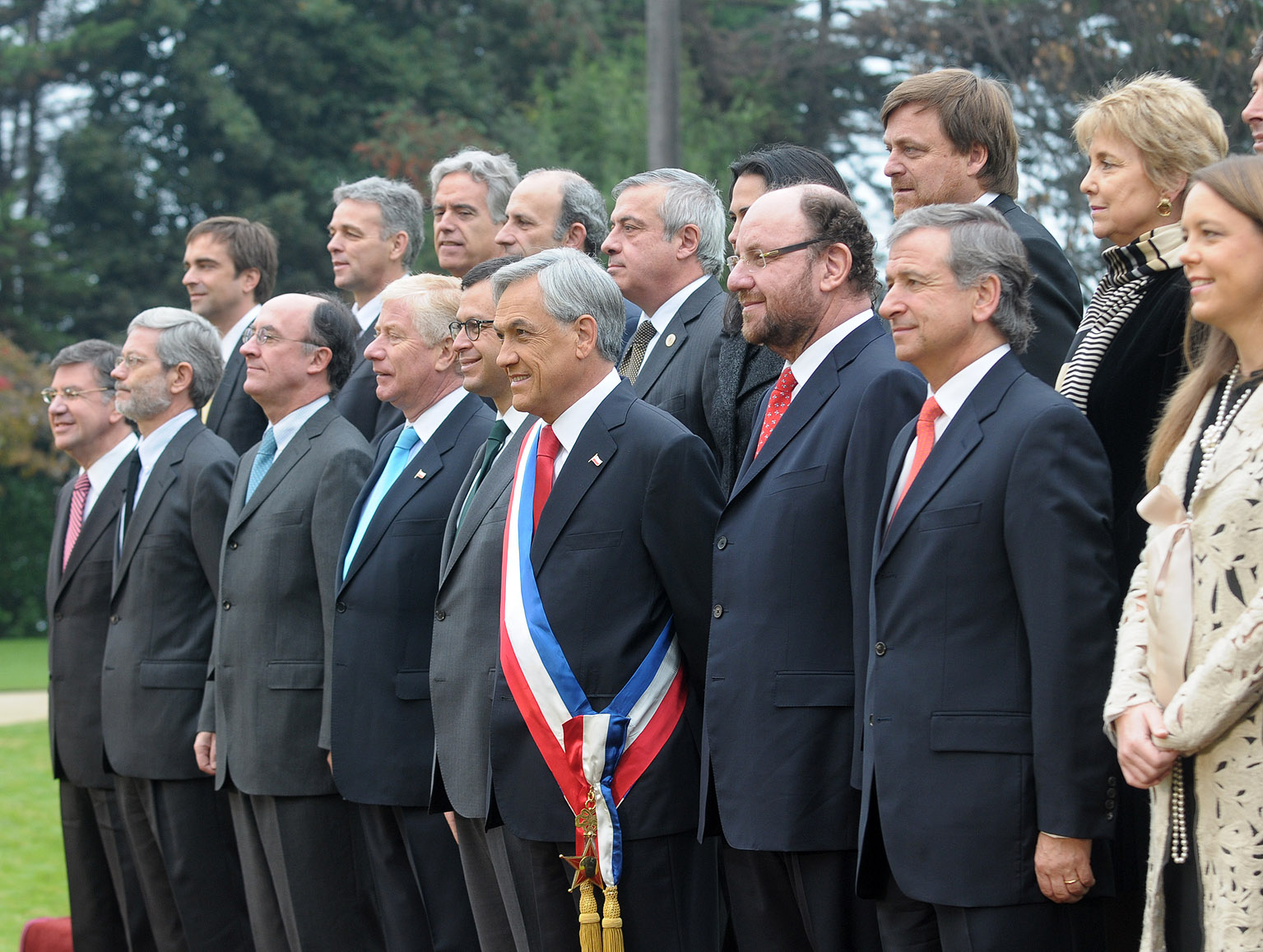
Чилийские министры

Глава государства — президент, он же — глава правительства. Избирается населением на 4-летний срок, без права повторного переизбрания.
Президент имеет право назначать послов и членов правительства, определять состав Верховного и Апелляционного судов, назначать командующих всех родов вооружённых сил и начальника Национальной полиции. Также президент обладает правом законодательной инициативы и вносит в парламент законопроекты.

### Законодательная власть
Высший законодательный орган — двухпалатный Национальный конгресс:
- Сенат — 38 членов, избираемых населением на 8-летний срок (при этом половина сенаторов сменяется каждые 4 года);
- Палата депутатов — 120 членов (по 2 депутата от 60 избирательных округов), избираемых населением на 4-летний срок.

Национальный конгресс в 1990 году был перемещён с целью децентрализации власти из Сантьяго в Вальпараисо.

### Судебная система
Высшей судебной инстанцией в стране является Верховный суд Чили, которому подчиняются нижние суды, в том числе Апелляционный суд.

### Политические партии
По результатам выборов в ноябре 2013 года:
«Новое большинство» (левоцентристы и левые) — 21 сенатор и 67 депутатов:
- Христианско-демократическая партия — 6 сенаторов, 21 депутат
- Социалистическая партия — 6 сенаторов, 15 депутатов
- Партия за демократию — 6 сенатора, 15 депутатов
- Радикальная социал-демократическая партия — 6 депутатов
- Коммунистическая партия — 6 депутатов
- Широкое социальное движение — 1 сенатор
- Левая гражданская партия Чили — 1 депутат
- Беспартийные — 2 сенатора, 4 депутата;

«Альянс» (правоцентристы) — 16 сенаторов и 49 депутатов:
- Независимый демократический союз — 8 сенаторов, 29 депутатов
- Национальное обновление — 8 сенаторов, 19 депутатов
- Беспартийные правоцентристы — 1 депутат;

«Если ты хочешь, Чили изменится» (центристы и левоцентристы) — 1 депутат:
- Либеральная партия — 1 депутат
- Прогрессивная партия — 0 депутатов;

Вне блоков — 1 сенатор и 3 депутата.

## Административное деление

Регионы Чили

Чили делится на 16 областей, а те — на 56 провинций и 348 общин.
| Область                                       | Административный центр |
| --------------------------------------------- | ---------------------- |
| Арика-и-Паринакота                            | Арика                  |
| Тарапака                                      | Икике                  |
| Антофагаста                                   | Антофагаста            |
| Атакама                                       | Копьяпо                |
| Кокимбо                                       | Ла-Серена              |
| Вальпараисо                                   | Вальпараисо            |
| Либертадор-Хенераль-Бернардо-О’Хиггинс        | Ранкагуа               |
| Мауле                                         | Талька                 |
| Ньюбле                                        | Чильян                 |
| Био-Био                                       | Консепсьон             |
| Араукания                                     | Темуко                 |
| Лос-Риос                                      | Вальдивия              |
| Лос-Лагос                                     | Пуэрто-Монт            |
| Айсен-дель-Хенераль-Карлос-Ибаньес-дель-Кампо | Койайке                |
| Магальянес-и-ла-Антарктика-Чилена             | Пунта-Аренас           |
| Столичная область                             | Сантьяго               |

## Экономика
Основная статья: Чилийское экономическое чудо

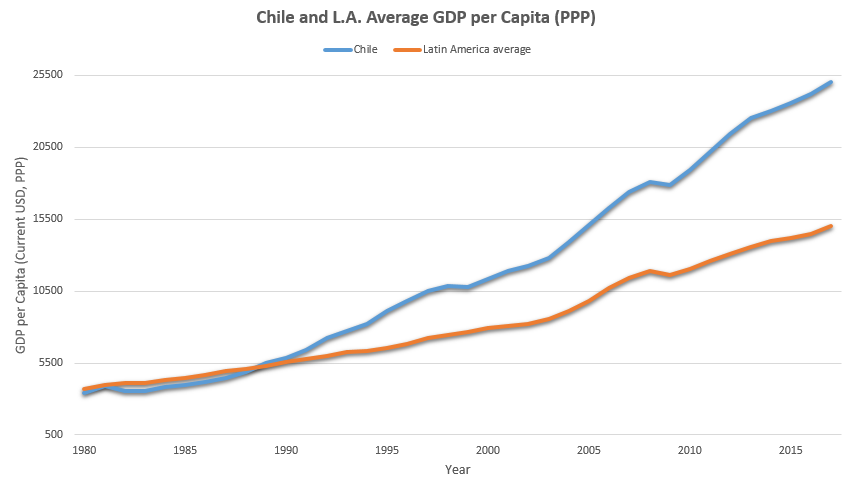
Чилийский (синий) и средний латиноамериканский (оранжевый) ВВП (по ППС) на душу населения (1980—2017) в долларах США

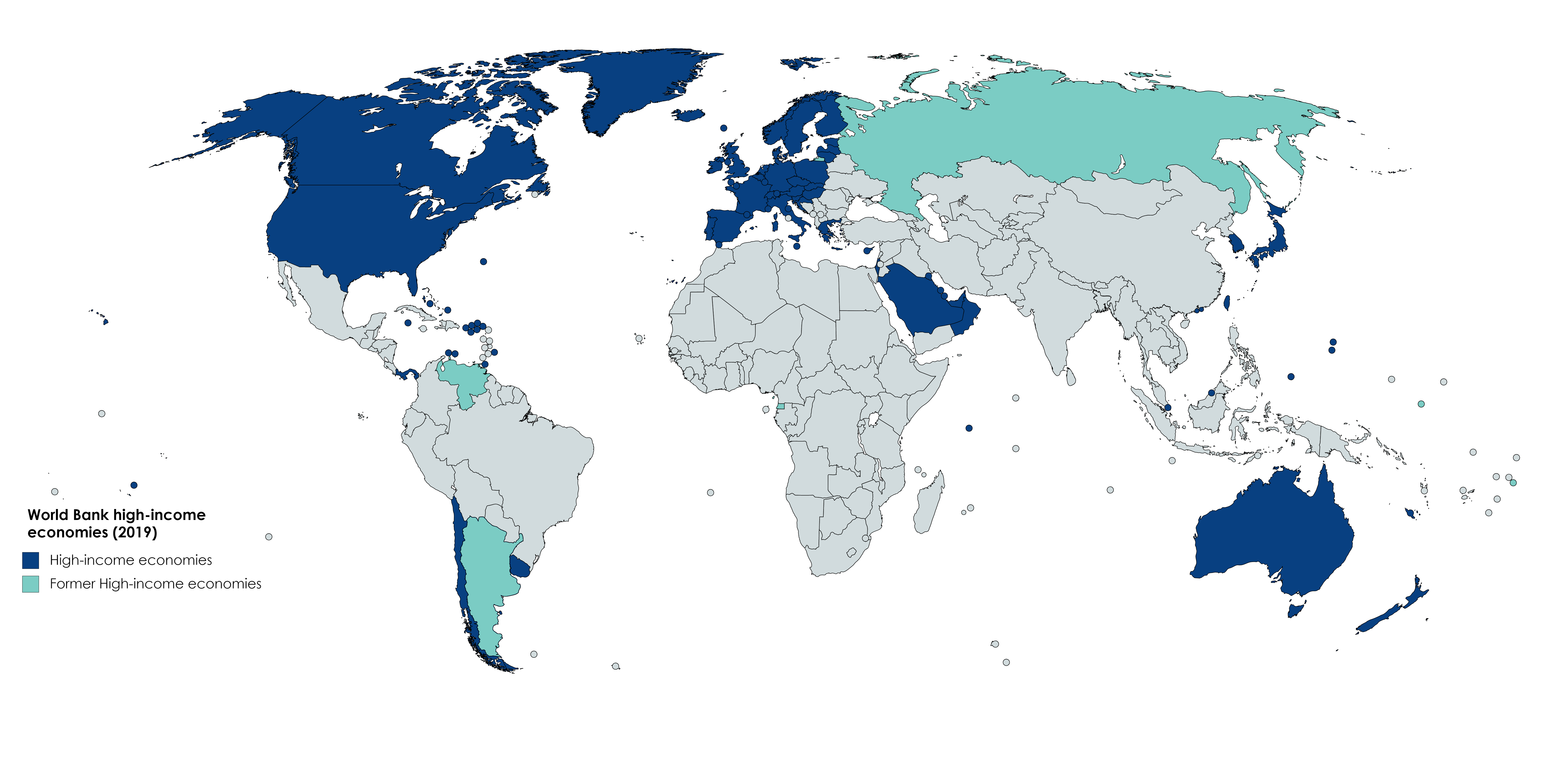
Страны с высоким уровнем доходов по состоянию на 2019 год. Тёмно-синим выделены страны с высоким уровнем доходов. Голубым выделены бывшие страны с высоким уровнем доходов

Главной отраслью промышленности страны является горнодобывающая (медь и другие металлы), Чили — крупнейший в мире экспортёр меди, которую добывает и выплавляет национальное предприятие CODELCO. Среди других отраслей промышленности — металлургическая, деревообрабатывающая, пищевая, текстильная. Сельское хозяйство, включая рыболовство и лесоводство, обеспечивает 7 % ВВП (13 % занятых), развито животноводство, выращиваются пшеница, виноград, бобы, сахарная свёкла, картофель, фрукты. Чили — один из крупнейших экспортёров фруктов, а также рыбы и изделий из древесины. ВВП составил в 1994 г. 97,7 млрд. $ (ВВП на душу населения — 7010 $), в 2008 г. ВВП достиг 169,6 млрд $ (на душу населения — 14 900 $ по ППС).
По уровню ВВП на душу населения по ППС Чили в начале 1990-х годов превысила средний латиноамериканский уровень. Тенденция роста этого показателя продолжилась и в дальнейшем, на 2013 год Чили имеет один из самых высоких доходов на душу населения в Латинской Америке (наравне с Уругваем). Согласно данным Всемирного банка, Чили относится к категории стран с высоким уровнем доходов.
Главные торговые партнёры: Китай, США, Япония, Бразилия. Денежная единица — чилийский песо (1 чилийский песо (Ch$) равен 100 сентаво). Общая протяжённость железных дорог — 7766 км, автодорог − 79 025 км, внутренних водных путей — 725 км. Важнейшие порты страны: Икике, Вальпараисо.
| 89 и выше 80—89 70—79 60—69 50—59 40—49 | 30—39 20—29 10—19 10 и меньше Нет данных |

Индекс восприятия коррупции в разных странах мира по данным Transparency International в 2022 году.

В 2008 г. (оценка) бюджетные доходы 44,79 млрд $, расходы — 35,09 млрд $.
Экспорт 66,46 млрд $ (в 2008) — медь, фрукты, рыба, бумага, химическая продукция, вино.
Основные покупатели (2008 год): Китай — 14,2 %, США — 11,3 %, Япония — 10,4 %, Бразилия — 5,9 %, Южная Корея — 5,7 %, Нидерланды — 5,2 %.
Импорт 57,61 млрд $ (в 2008) — нефть и нефтепродукты, химикаты, электроника, промышленная продукция, автомобили, газ.
Основные поставщики (в 2008): США — 19,1 %, Китай — 11,9 %, Бразилия — 9,3 %, Аргентина — 8,8 %, Южная Корея — 5,6 %, Япония — 4,6 %.
Преимущества: крупнейший в мире производитель меди. Экспорт фруктов. Экономический рост, вызванный крупными иностранными инвестициями. Высочайший уровень кредитного доверия из-за стабильности чилийского песо и финансовых рынков, государственный долг составил всего 5,2 % годового ВВП (в 2008 г.; в 2004 г. — 12,8 %) — 121 место в мире. Развитые виноделие и рыбопереработка.
Слабые стороны: большой спад цен на медь на мировом рынке приносит временами до 40 % убытков экспорта. Большая зависимость от внешних поставок нефти (90 % от всей потребляемой нефти). Зависимость от американских торговых партнёров. Относительно слабая валюта (обменный курс 509 песо за 1 $ в 2008 г., но 609 в 2004 г.). Инфляция 8,7 % — оценка 2008 г. (4,4 % в 2007 г.).
Индекс Джини — 54,9 в 2003 г. (14 место в мире), 57,1 в 2000 г. Потребление домашних хозяйств (2006 г.): наиболее бедные 10 % потребляют 1,6 %, а 10 % наиболее богатых — 41,7 %. Уровень бедности 18,2 % (2005 г.).
По состоянию на 1 января 2021 года минимальный размер оплаты труда в Чили является самым высоким в Южной Америке и вторым самым высоким в Латинской Америке, после Коста-Рики (317 915,58 ₡ (519,51 $), в Чили 326 500 песо (463,58 $)). Средний размер оплаты труда (брутто) в Чили по состоянию на 2022 год составляет 957 741 песо (1082,25 $) и (нетто) 890 699 песо (1006,49 $) в месяц. С 1 января 2025 года минимальный размер оплаты труда в Чили составляет 511 500 песо (506,38 $) в месяц.

### Коррупция
По состоянию на 2021 год Чили согласно индексу восприятия коррупции имеет второй самый низкий уровень коррупции среди стран Латинской Америки после Уругвая (22-место в мире) и занимает 25-место в мире, на одну позицию выше США.

## Города

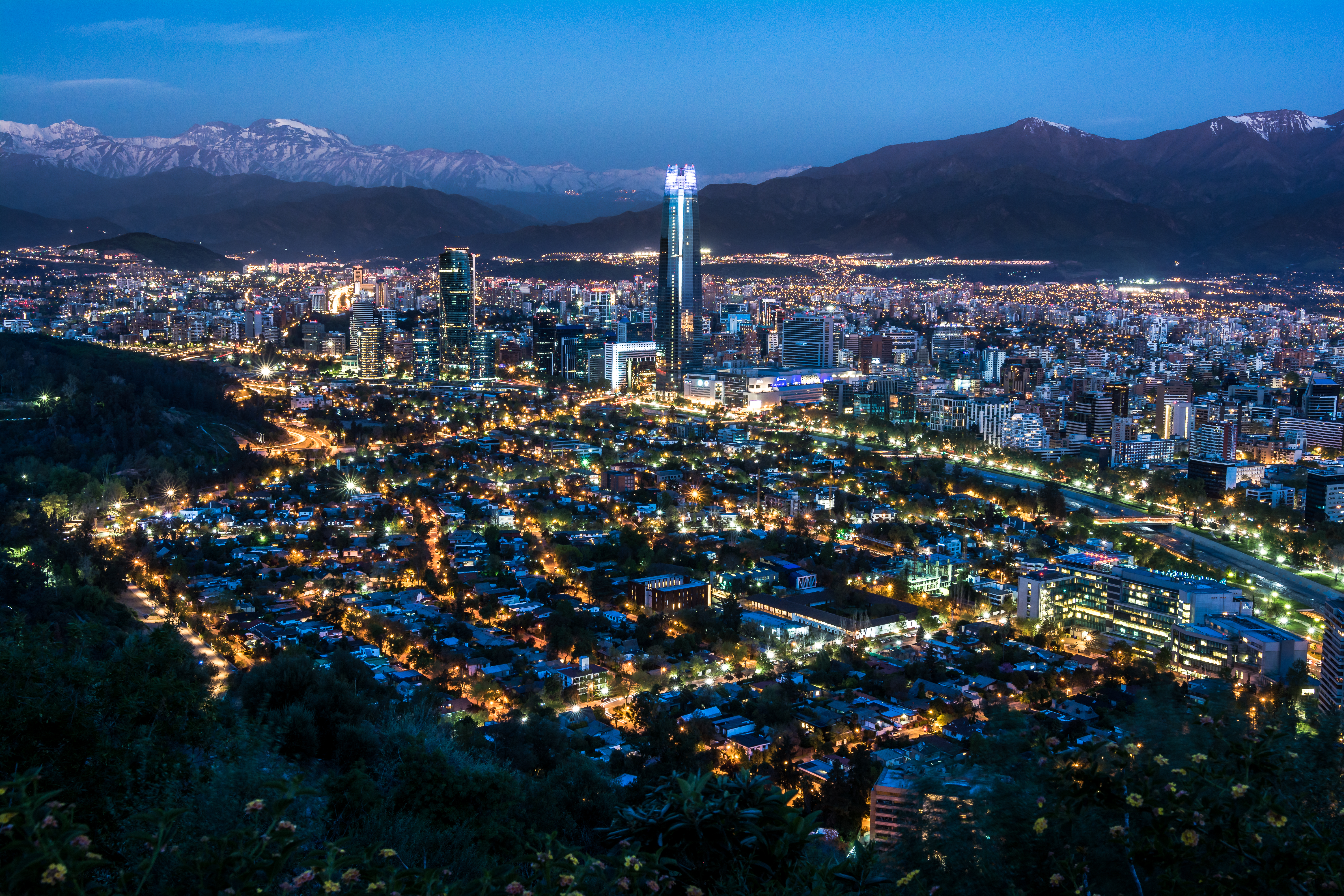
Сантьяго ночью

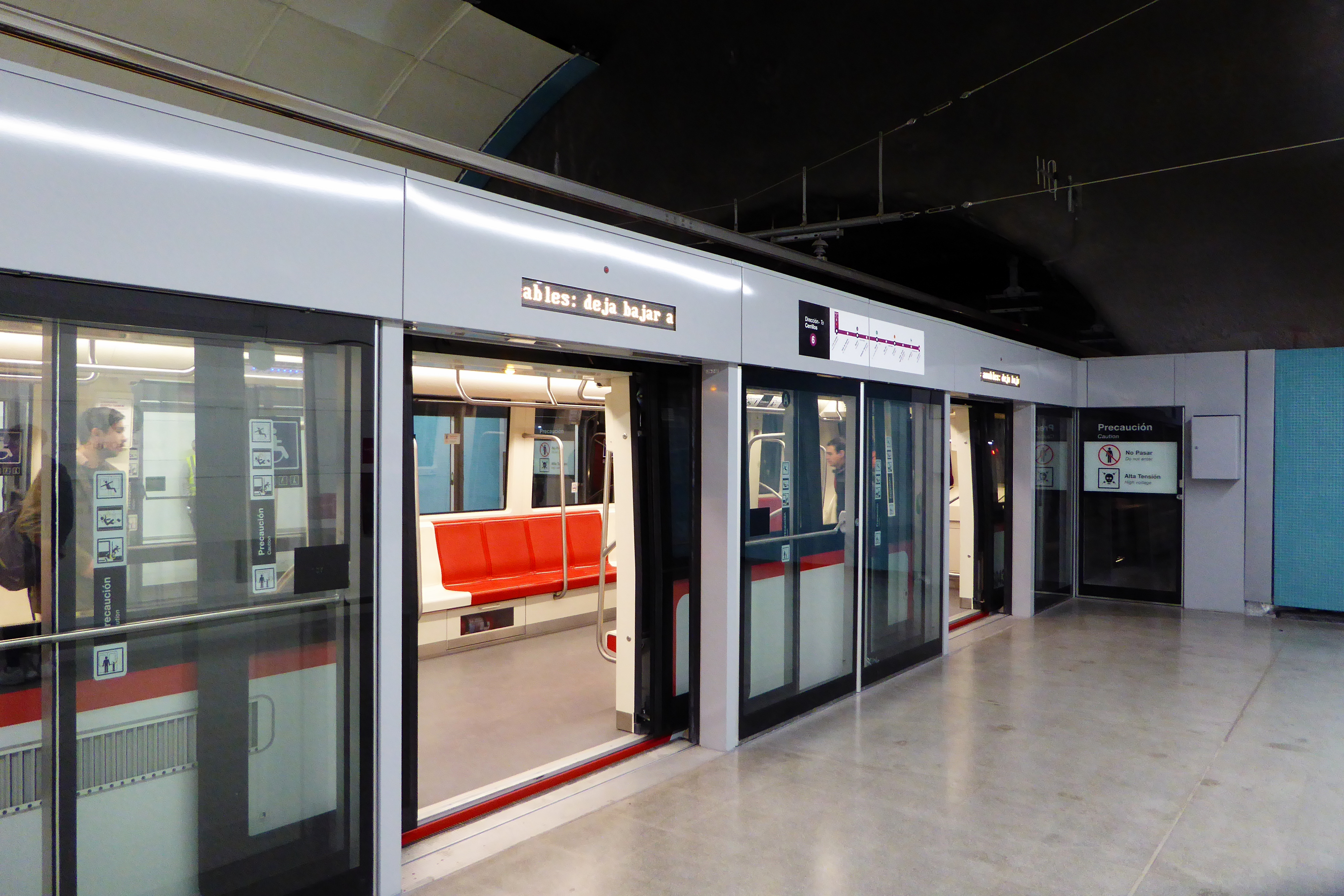
Сантьягское метро

Основные городские агломерации (чел.):
| №  | Агломерация | Население (19-04-2017) |
| -- | ----------- | ---------------------- |
| 1  | Сантьяго    | 6 160 040              |
| 2  | Вальпараисо | 901 468                |
| 3  | Консепсьон  | 722 929                |
| 4  | Ла-Серена   | 401 938                |
| 5  | Антофагаста | 352 638                |
| 6  | Ранкагуа    | 290 864                |
| 7  | Темуко      | 278 513                |
| 8  | Талька      | 237 295                |
| 9  | Арика       | 204 078                |
| 10 | Чильян      | 191 983                |

## Население

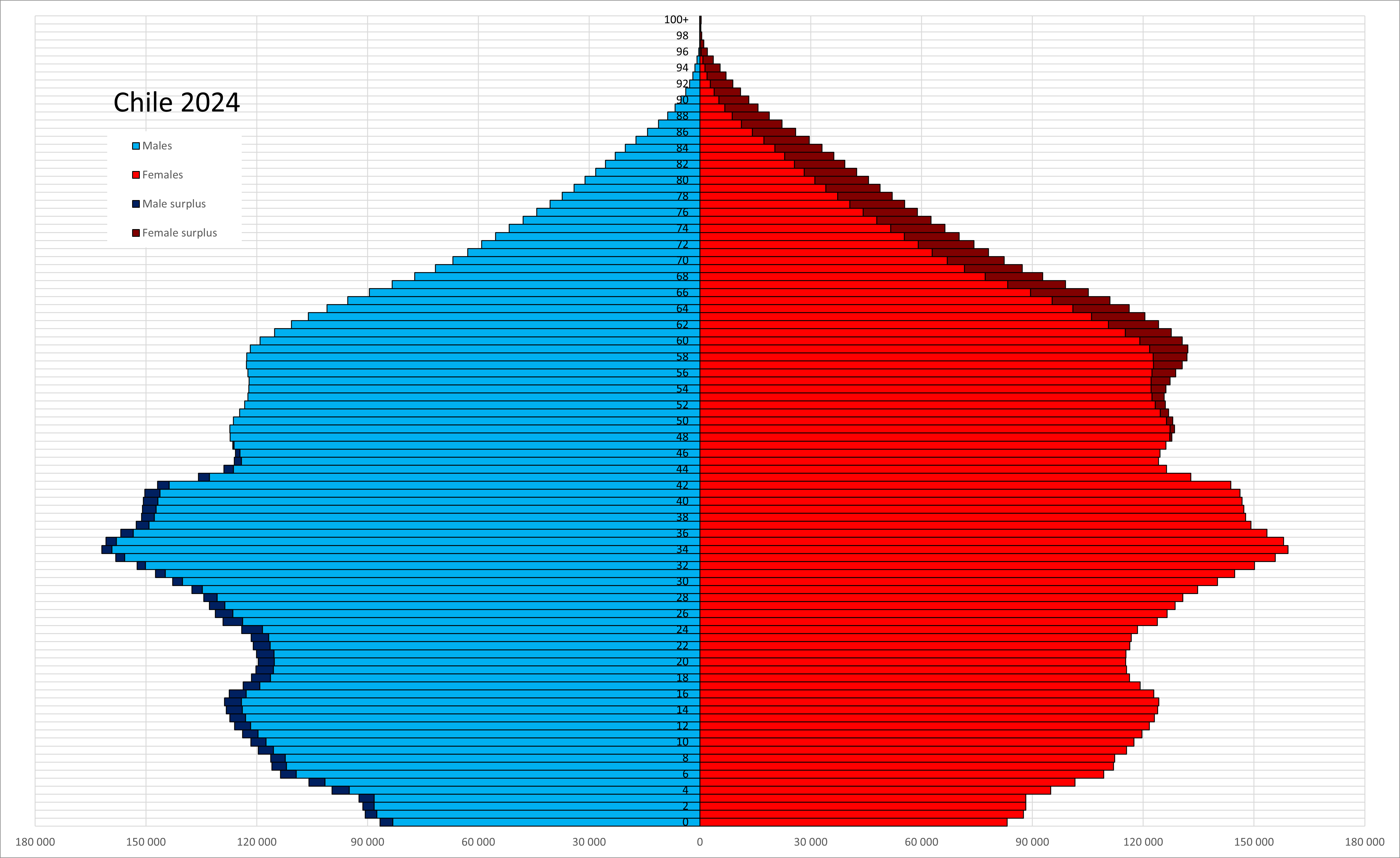
Возрастно-половая пирамида населения Чили на 2024 год

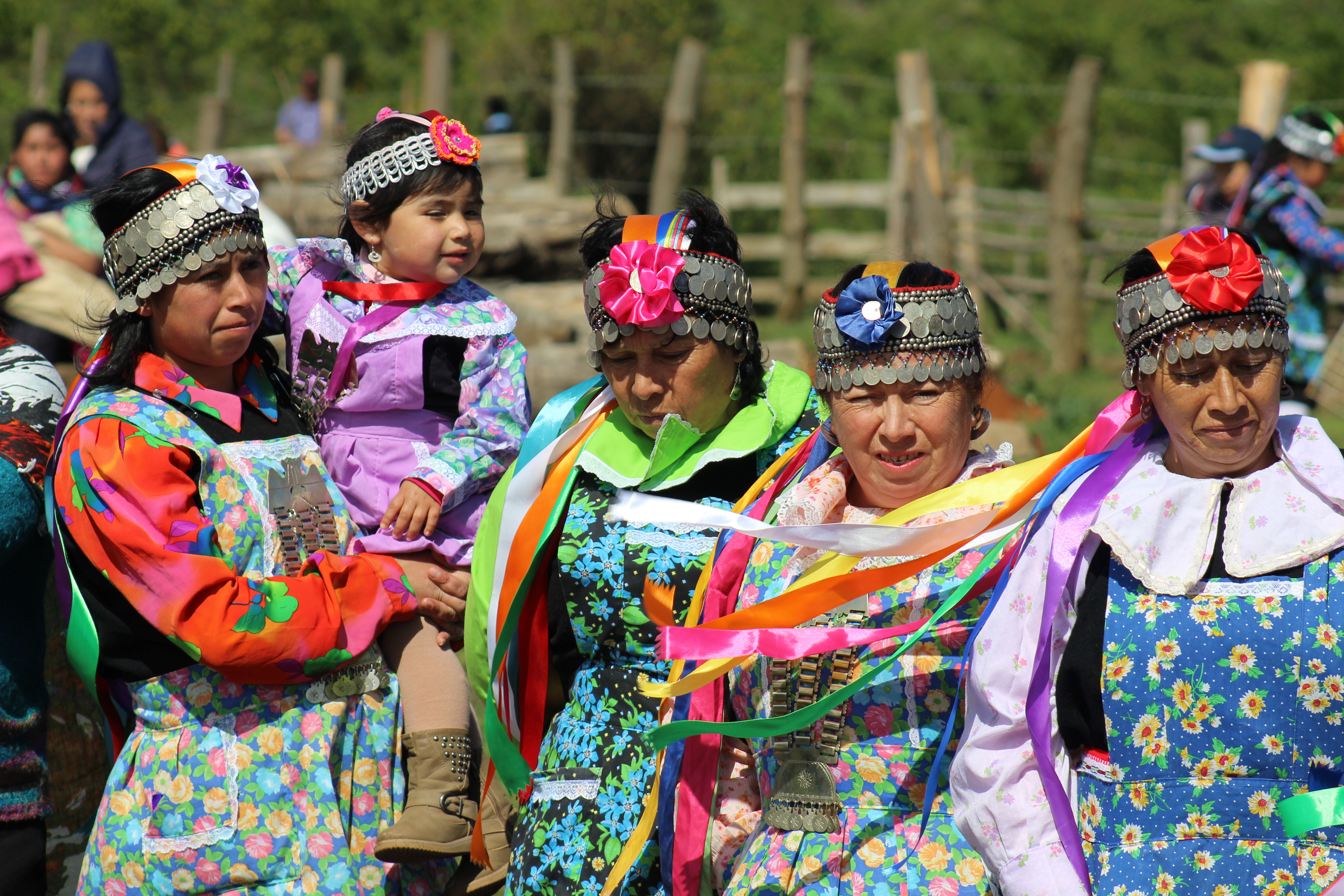
Женщины из индейского народа мапуче

- Численность населения — 18 430 408 человек (оценка на 2022 год; 66-е место в мире)[9].
- Годовой прирост (оценка на 2022 год) — 0,66 % (135-е место в мире)[9].
- Фертильность (2022) — 1,76 рождений на женщину (151-е место в мире)[9].
- Рождаемость (2022) — 12,75 на 1000 (141-е место в мире)[9].
- Смертность (2022) — 6,52 на 1000 (136-е место в мире)[9].
- Младенческая смертность (оценка на 2022 год) — 6,55 на 1000 (165-е место в мире)[9].

- Уровень грамотности населения старше 15 лет, по состоянию на 2017 год, — 96,4 %[9].
- Городское население (2022)  — 87,9 %[9].

88,9 % чилийцев принадлежат к европеоидам, 9,1 % — к мапуче, 0,7 % — к аймара, 1 % — другим группам коренных народов (включая рапа-нуи, ликан антай, кечуа, колла, диагита, кавескар, яган или ямана), 0,3 % — нет данных. Национальный состав иммигрантов был и остаётся очень разнообразным: преобладают выходцы из Испании (в основном баски и галисийцы), Италии, Германии, Франции, Хорватии, Британских островов.
В течение колониального периода на территорию Чили прибыло и осело от 100 до 150 тысяч европейцев, главным образом испанцев. Затем, в 1870—1890-е годы в южные районы центральной части страны приехало около 20 000 немцев. В 1880—1890-е годы в Чили прибыли 75 тысяч новых граждан, из них 44 тысяч испанцев, по 19 тысяч итальянцев и французов, 12 тысяч швейцарцев. В XX веке количество иммигрантов в Чили составило более 600 тысяч человек, в основном испанцев, итальянцев, немцев, хорватов и арабов. Сегодня, по различным оценкам, потомками басков являются 4,5 млн чилийцев, французов и британцев — по 800 тысяч, немцев — 500 тысяч, хорватов — 400 тысяч, итальянцев — 300 тысяч, арабов — около 1 миллиона человек.
На сегодняшний день в Чили проживает 1,5 миллиона человек, рождённых за границей. Только за один 2019 год рост численности иммигрантов составил 242 тысячи. Основные группы иностранцев прибыли из стран Южной Америки: Венесуэлы (455,5 тысяч или 30,5 %), Перу (235,2 тысяч или 15,8 %), Гаити (185,9 тысяч или 12,5 %), Колумбии (161,2 тысяч или 10,8 %), Боливии (120,1 тысяч или 8 %). Появление крупных общин гаитянцев, доминиканцев, колумбийцев, бразильцев и кубинцев привело к росту числа чилийцев африканского происхождения и их доли в общем населении страны до 3-4 %.

### Ожидаемая продолжительность жизни
В Чили самая высокая ожидаемая продолжительность жизни населения в Латинской Америке 81,17 лет (36 место среди стран мира) по состоянию на 2023 год.
- Ожидаемая продолжительность жизни — 81,17 лет[13].
- Мужчины — 79,24 лет[13].
- Женщины — 83,08 лет[13].

### Языки

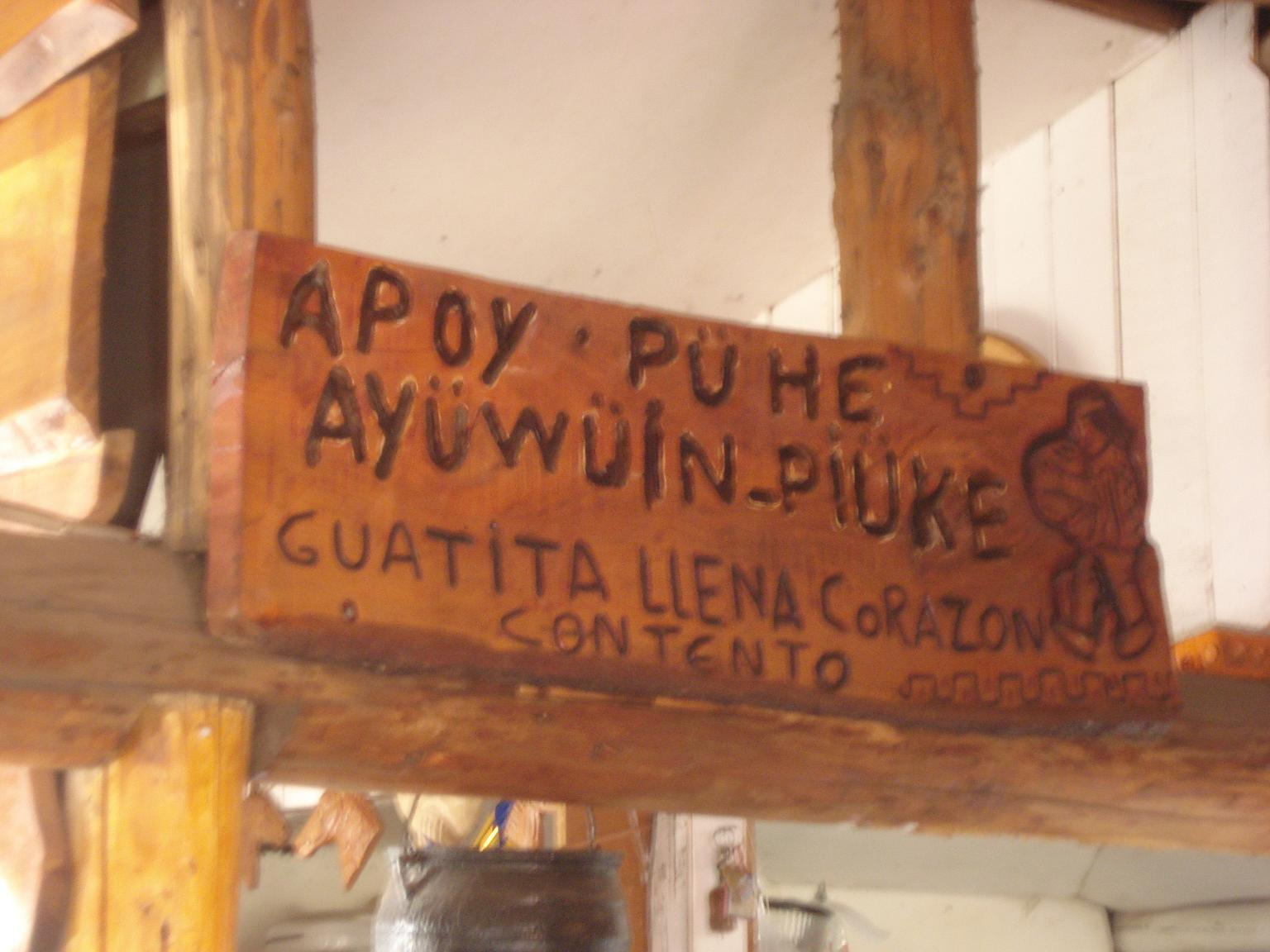
Чилийская пословица на мапуче и испанском

Государственный язык Чили и местный лингва франка — чилийский испанский. Язык, на котором говорят в городах, и тот, что используется в сельской местности, может иметь заметные отличия, однако диалектные различия при движении с севера на юг страны выражены незначительно, что объясняется тем, что испаноговорящее население Чили сложилось главным образом в середине страны, а затем заселяло небольшими количествами людей области к северу и югу от него. Стиранию диалектных различий способствуют также СМИ.
К аборигенным языкам, на которых до сих пор говорят в Чили, относятся, например, мапуче, аймара, кечуа, рапануйский (на Острове Пасхи) и находящийся на грани исчезновения кавескар. К языкам, используемым в стране кроме них и испанского, относятся также немецкий, итальянский, английский и греческий.
Правительство страны сделало английский язык обязательным к изучению с пятого класса общественных школ. Большинство частных школ, однако, начинает его преподавание с первого класса.

### Религия
Состав населения Чили по вероисповеданию по состоянию на 2018 год: католики — 60 %, евангелисты — 18 %, атеисты или агностики — 4 %, неверующие — 17 %.

## Культура

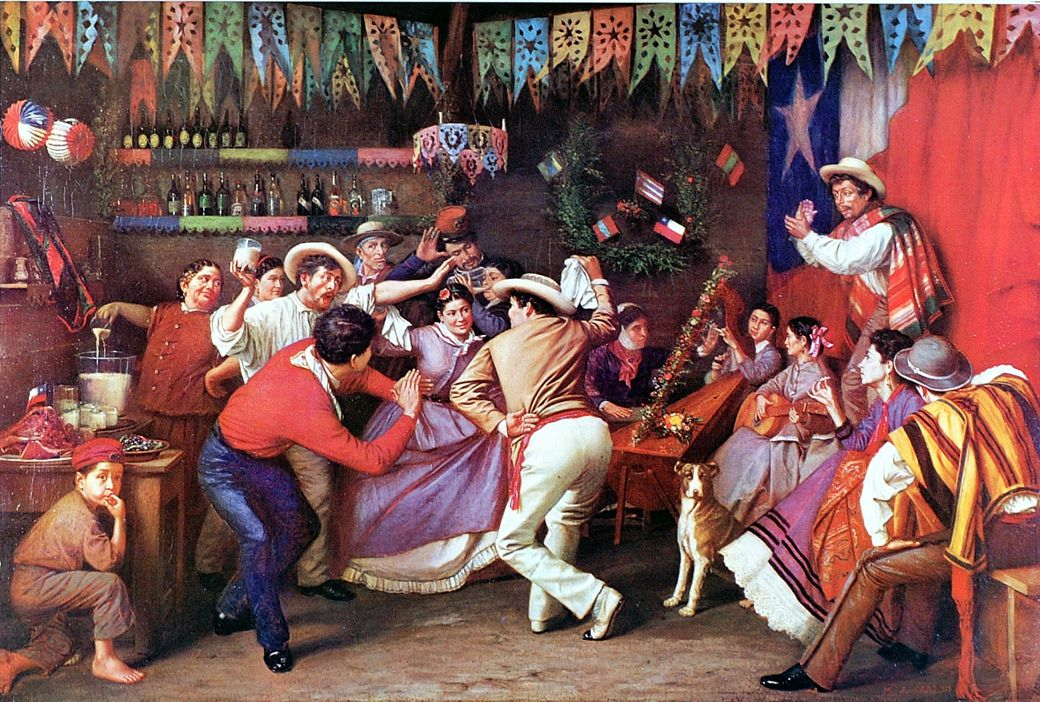
Мануэль Антонио Каро, «Танец замакуэка», 1873

### Спорт
В 1962 году Чили принимало чемпионат мира по футболу, на котором хозяева заняли третье место. Кроме этого чилийцы участвовали ещё в восьми чемпионатах мира. Среди других результатов, достигнутых национальной сборной по футболу, также две победы на Кубке Америки (2015 и 2016).
В 1896 году в Афинах чилиец Луис Суберкасо стал первым в истории южноамериканцем, выступившим на Олимпийских играх. В 1928 году стайер Мануэль Пласа стал вторым в марафоне на Играх в Амстердаме и принёс Чили первую и единственную до Второй мировой войны олимпийскую медаль. В 2000 году сборная Чили выиграла олимпийскую бронзу в футбольном турнире (Иван Саморано стал лучшим бомбардиром турнира). Первое олимпийское золото чилийцы выиграли лишь в XXI веке, когда на Играх 2004 года в Афинах блеснули теннисисты: Николас Массу сенсационно победил в одиночном разряде, а вместе с Фернандо Гонсалесом он выиграл и парный разряд. Эти золотые награды пока остаются единственными для Чили на Олимпийских играх.

## СМИ
Государственная телекомпания — TVN (Televisión Nacional — «Национальное телевидение»), создана в 1969 году, включает в себя одноимённый телеканал.

## Праздники
В Чили установлены 15 официальных праздничных дней, девять из них религиозные, шесть — светские. Кроме этого праздничными считаются дни проведения плебисцита, президентских или парламентских выборов, официальных переписей населения.
| Нерабочие дни в Чили | Нерабочие дни в Чили              | Нерабочие дни в Чили                                    | Нерабочие дни в Чили | Нерабочие дни в Чили                                                                       |
| Дата                 | Название                          | Оригинальное название                                   | Характер             | Примечания                                                                                 |
| -------------------- | --------------------------------- | ------------------------------------------------------- | -------------------- | ------------------------------------------------------------------------------------------ |
| 1 января             | Новый год                         | Año Nuevo                                               | Гражданский          | Обязательный                                                                               |
| март-апрель          | Великая пятница                   | Viernes Santo                                           | Религиозный          |                                                                                            |
| март-апрель          | Великая суббота                   | Sábado Santo                                            | Религиозный          |                                                                                            |
| 1 мая                | День труда                        | Día del Trabajo                                         | Гражданский          | Обязательный праздник, дата не изменяется                                                  |
| 21 мая               | День Военно-морского флота Чили   | Día de las Glorias Navales                              | Гражданский          |                                                                                            |
| 29 июня              | День Петра и Павла                | San Pedro y San Pablo                                   | Религиозный          | Переносится к ближайшим выходным, если он выпадает в промежуток между вторником и пятницей |
| 16 июля              | День Богоматери Кармельской       | Día de la Virgen del Carmen                             | Религиозный          |                                                                                            |
| 15 августа           | Вознесение Девы Марии             | Asunción de la Virgen                                   | Религиозный          |                                                                                            |
| 18 сентября          | День памяти первого правительства | Primera Junta Nacional de Gobierno                      | Гражданский          | Обязательный праздник, дата не изменяется                                                  |
| 19 сентября          | День армии                        | Día de las Glorias del Ejército de Chile                | Гражданский          | Обязательный праздник, дата не изменяется                                                  |
| 12 октября           | День Колумба                      | Descubrimiento de Dos Mundos                            | Гражданский          | Переносится к ближайшим выходным, если выпадает в промежуток между вторником и пятницей    |
| 31 октября           | День Реформации                   | Día Nacional de las Iglesias Evangélicas y Protestantes | Религиозный          |                                                                                            |
| 1 ноября             | Собор всех святых                 | Día de Todos los Santos                                 | Религиозный          |                                                                                            |
| 8 декабря            | Непорочное зачатие Девы Марии     | Inmaculada Concepción                                   | Религиозный          |                                                                                            |
| 25 декабря           | Рождество Христово                | Navidad                                                 | Религиозный          | Обязательный                                                                               |